# Paraphryneta allardi
Paraphryneta allardi är en skalbaggsart som beskrevs av Stefan von Breuning 1970. Paraphryneta allardi ingår i släktet Paraphryneta och familjen långhorningar. Inga underarter finns listade i Catalogue of Life.